# 高桥是清
高橋是清（日语：／ Takahashi Korekiyo，1854年9月19日—1936年2月26日），日本東山道武藏國豐島郡芝中門前町（今東京都港區芝大門）人，曾任內閣總理大臣、大藏大臣。

## 生平
他在任內推行扩张性财政政策，被稱為「日本的凱因斯」。他在1931年－1936年擔任大藏大臣時期執行的財政方針被稱為「高橋財政」。其高桥财政对内实行军备扩张和救济农村，在其任内军费占财政支出占比从1933年的39%飙升至1936年的60%，虽然带动日本工业复苏，但也导致日本军部势力无限制膨胀；对外采取低汇率政策，大力推动海外市场倾销，导致日本在贸易上也受到欧美各国的孤立；他虽然在后来因为反对无节制军费增长受到军方激进派刺杀身亡，但本身其实也积极支持日本对外侵略扩张，只是反对军队激进派的短视，是日本走向军国主义的主要经济推动者之一。

## 年譜
※日期至明治4年均採用舊曆。

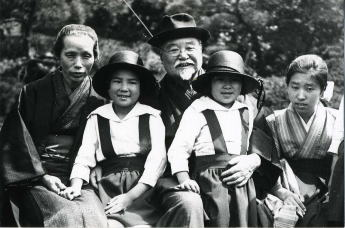
眾議院議員選舉初當選之後與家族攝影的記念照片（1924年）

- 嘉永7年（1854年）閏7月27日：出生於江戶芝中門前町（現東京都港區），為幕府繪師川村庄右衛門之子。出生後旋即被仙台藩足輕高橋覺治收養。
- 元治元年（1864年）：在横濱赫本夫人家塾學習。
- 慶應2年（1866年）：任英國金融家亞歷山大・尚德（日语：アレキサンダー・アラン・シャンド）的書僮。
- 慶應3年（1867年）：赴美在奥克兰一面奴隸式的勞動一面讀書。
- 明治元年（1868年）12月：歸國任森有禮家書生。
- 明治2年（1869年）
  - 1月：入學大學南校。
  - 3月：大學南校教官三等手傳。
- 明治3年（1870年秋頃：辭任教官過著放蕩生活。
- 明治4年（1871年）：任唐津藩英語學校耐恒寮（日语：佐賀県立唐津東中学校・高等学校）教員。
- 明治5年（1872年）秋：辭任耐恒寮教員後上京。很快辭掉驛遞寮翻譯一職。入開成學校（日语：開成学校）。
- 明治6年（1873年）7月：任文部省督學局十等出仕莫里博士通譯。
- 明治9年（1876年）5月：受僱為官立東京英語學校（日语：外国語学校_(明治初期)#東京英語学校）教員。
- 明治10年（1877年）3月：辭任東京英語學校教員。任翻譯・預備校（共立學校）教師等職。
- 明治11年（1878年）9月：受僱為東京大學預備門（日语：東京大学_(1877-1886)#大学予備門）英語教員。
- 明治14年（1881年）
  - 4月：文部省御用掛轉兼任東京大學預備門教員。
  - 5月：轉任農商務省御用掛。
- 明治17年（1884年）
  - 7月：任農商務權少書記官。
  - 10月：農商務省工務局商標登錄所長。
- 明治18年（1885年）
  - 4月：專賣特許所長兼務。
  - 11月：為商標登錄專賣特許制度視察出差歐美各國。
- 明治20年（1887年）12月：任特許局長。
- 明治22年（1889年）
  - 3月：兼任東京農林學校（日语：東京農林学校）長。
  - 11月：為秘魯「卡拉瓦庫拉」銀山經營從横濱出發。
- 明治23年（1890年）
  - 1月：抵達秘魯卡亞俄港。
  - 2月：進行「卡拉瓦庫拉」礦山開坑式。
  - 3月：礦山被發現為廢坑。
  - 4月：歸國途中。
- 明治25年（1892年）6月：日本銀行建築所事務主任。
- 明治26年（1893年）9月：日銀支配役・西部支店長。
- 明治28年（1895年）8月：横濱正金銀行本店支配人。
- 明治30年（1897年）3月：横濱正金銀行副頭取。
- 明治32年（1899年）2月：任日本銀行副總裁。
- 明治38年（1905年）1月：勅選貴族院議員。
- 明治40年（1907年）9月：依勳功授爵男爵。
- 明治44年（1911年）6月：任日本銀行總裁。
- 大正2年（1913年）2月：就任大藏大臣。立憲政友會入黨。
- 大正3年（1914年）4月：依願免本官。
- 大正7年（1918年）9月：再任大藏大臣。
- 大正9年（1920年）9月：陞爵子爵。
- 大正10年（1921年）11月：就任内閣總理大臣兼大藏大臣　任政友會總裁。
- 大正13年（1924年）
  - 3月：辭任貴族院議員。
  - 5月：於岩手縣盛岡市原敬舊選舉區當選立候補眾議院議員選舉。
- 大正14年（1925年）4月：就任商工大臣（日语：商工大臣）兼農林大臣。辭任政友會總裁。
- 昭和2年（1927年）4月：再任大藏大臣。
- 昭和6年（1931年）12月：再任大藏大臣。
- 昭和7年（1932年）5月：臨時兼任總理大臣，之后于齋藤内閣中留任大藏大臣。
- 昭和9年（1934年）11月：再任大藏大臣。
- 昭和11年（1936年）2月26日：因不同意增加陆海军预算，在二二六事件中於赤坂自宅二樓被起事军人暗殺身亡。享年81歲。

## 系譜
| 是清 | 是清 | 是清 | 是清 | 是清 | 是清 |  |  | 是賢   | 是賢   | 是賢   | 是賢   | 是賢   | 是賢   |  |  |      |      |      |      |      |      |  |  | 賢   | 賢   | 賢   | 賢   | 賢   | 賢   |  |  | 秀昌 | 秀昌 | 秀昌 | 秀昌 | 秀昌 | 秀昌 |  |  | 秀幸 | 秀幸 | 秀幸 | 秀幸 | 秀幸 | 秀幸 |
| 是清 | 是清 | 是清 | 是清 | 是清 | 是清 |  |  | 是賢   | 是賢   | 是賢   | 是賢   | 是賢   | 是賢   |  |  |      |      |      |      |      |      |  |  | 賢   | 賢   | 賢   | 賢   | 賢   | 賢   |  |  | 秀昌 | 秀昌 | 秀昌 | 秀昌 | 秀昌 | 秀昌 |  |  | 秀幸 | 秀幸 | 秀幸 | 秀幸 | 秀幸 | 秀幸 |
|      |      |      |      |      |      |  |  | 是福   | 是福   | 是福   | 是福   | 是福   | 是福   |  |  | 福子 | 福子 | 福子 | 福子 | 福子 | 福子 |  |  | 照   | 照   | 照   | 照   | 照   | 照   |  |  | 禮子 | 禮子 | 禮子 | 禮子 | 禮子 | 禮子 |  |  | 昌子 | 昌子 | 昌子 | 昌子 | 昌子 | 昌子 |
|      |      |      |      |      |      |  |  | 是福   | 是福   | 是福   | 是福   | 是福   | 是福   |  |  | 福子 | 福子 | 福子 | 福子 | 福子 | 福子 |  |  | 照   | 照   | 照   | 照   | 照   | 照   |  |  | 禮子 | 禮子 | 禮子 | 禮子 | 禮子 | 禮子 |  |  | 昌子 | 昌子 | 昌子 | 昌子 | 昌子 | 昌子 |
|      |      |      |      |      |      |  |  | 和喜子 | 和喜子 | 和喜子 | 和喜子 | 和喜子 | 和喜子 |  |  |      |      |      |      |      |      |  |  | 豊二 | 豊二 | 豊二 | 豊二 | 豊二 | 豊二 |  |  | 康秀 | 康秀 | 康秀 | 康秀 | 康秀 | 康秀 |  |  | 宣子 | 宣子 | 宣子 | 宣子 | 宣子 | 宣子 |
|      |      |      |      |      |      |  |  | 和喜子 | 和喜子 | 和喜子 | 和喜子 | 和喜子 | 和喜子 |  |  |      |      |      |      |      |      |  |  | 豊二 | 豊二 | 豊二 | 豊二 | 豊二 | 豊二 |  |  | 康秀 | 康秀 | 康秀 | 康秀 | 康秀 | 康秀 |  |  | 宣子 | 宣子 | 宣子 | 宣子 | 宣子 | 宣子 |
|      |      |      |      |      |      |  |  | 是孝   | 是孝   | 是孝   | 是孝   | 是孝   | 是孝   |  |  |      |      |      |      |      |      |  |  | 艶   | 艶   | 艶   | 艶   | 艶   | 艶   |  |  |      |      |      |      |      |      |  |  |      |      |      |      |      |      |
|      |      |      |      |      |      |  |  | 是孝   | 是孝   | 是孝   | 是孝   | 是孝   | 是孝   |  |  |      |      |      |      |      |      |  |  | 艶   | 艶   | 艶   | 艶   | 艶   | 艶   |  |  |      |      |      |      |      |      |  |  |      |      |      |      |      |      |
|      |      |      |      |      |      |  |  | 是彰   | 是彰   | 是彰   | 是彰   | 是彰   | 是彰   |  |  |      |      |      |      |      |      |  |  | 康三 | 康三 | 康三 | 康三 | 康三 | 康三 |  |  |      |      |      |      |      |      |  |  |      |      |      |      |      |      |
|      |      |      |      |      |      |  |  | 是彰   | 是彰   | 是彰   | 是彰   | 是彰   | 是彰   |  |  |      |      |      |      |      |      |  |  | 康三 | 康三 | 康三 | 康三 | 康三 | 康三 |  |  |      |      |      |      |      |      |  |  |      |      |      |      |      |      |
|      |      |      |      |      |      |  |  |        |        |        |        |        |        |  |  |      |      |      |      |      |      |  |  | 多恵 |      |      |      |      |      |  |  |      |      |      |      |      |      |  |  |      |      |      |      |      |      |
|      |      |      |      |      |      |  |  |        |        |        |        |        |        |  |  |      |      |      |      |      |      |  |  |      |      |      |      |      |      |  |  |      |      |      |      |      |      |  |  |      |      |      |      |      |      |

## 著作
- 高橋是清、山縣有朋經濟問題論爭（千倉書房、高橋是清・山縣有朋口述）
- 立身的徑路（丸山舍）
- 處世一家言  半生的體驗（今日問題社）
- 半生的體驗 處世之道（今日問題社）
- 随想錄（千倉書房、上塚司（日语：上塚司）編）
- 高橋是清自傳（斗南書院、上塚司編）
- 高橋是清經濟論（千倉書房、上塚司編）
- 國策運用書（斗南書院、山崎源太郎編）
- 高橋是清的日本改造論 ― “通縮大恐慌” 現在絕境逢生（青春出版社、山崎源太郎・矢島裕紀彦編）
- 是清翁遺訓　給日本國民的遺言（三笠書房、大久保康夫編）

## 登場作品
小說
- 熱嵐 高橋是清的生涯（集英社、松浦行真（日语：松浦行真）著）
- 波瀾萬丈 高橋是清 與其時代（東京新聞出版局、長野廣生著）
- 生平不怕踐踏 高橋是清的生涯（幻冬舍、津本陽（日语：津本陽）著）
- 赤與白 小說高橋是清（文藝社（日语：文芸社）、片岡英著）
- Collekiyo的情書（小學館、三橋貴明（日语：三橋貴明）著）
- 天佑 高橋是清・百年前的日本國債（角川書店、幸田真音（日语：幸田真音）著）

影視劇
- 高橋是清自傳（1936年、日活、演：岡讓司（日语：岡譲司） → 山本嘉一（日语：山本嘉一））
- 激動的昭和史 軍閥（1970年、東寶、演：明石潮）
- 風在燃燒（日语：風が燃えた）（1978年、TBS、演：天田俊明）
- 熱嵐（日语：熱い嵐）（1979年、TBS、演：國廣富之（日语：国広富之） → 森繁久彌（日语：森繁久彌））
- 動亂（日语：動乱 (映画)）（1980年、東映、演：野口元夫）
- 二百三高地：愛會死嗎？（日语：二百三高地 愛は死にますか）（1981年、TBS、演：長門勇）
- 山河燃燒（1984年、NHK大河劇、演：入江正夫）
- 226（1989年、松竹、演：小田部通麿）
- 間諜佐爾格（日语：スパイ・ゾルゲ）（2003年、東寶、演：金子達）
- 落日燃燒（日语：落日燃ゆ#テレビドラマ（2009年版））（2009年、EX、演：神山繁）
- 坂上之雲（2009年、NHK、演：西田敏行）
- 經世濟民之男 高橋是清（日语：経世済民の男#『経世済民の男_高橋是清』）（2015年、NHK、演：小田切讓）
- 前田正名 龍馬託付的男人（2019年、KTS、演：河相我聞）
- 韋駄天～東京奧運故事～（2019年、NHK大河劇、演：萩原健一）

## 傳記文獻
- 高橋是清－數奇的財政家生涯（中央公論新社、大島清（日语：大島清 (筑波大学)）著）
- 驅馳大恐慌的男人 高橋是清（中央公論新社、松元崇（日语：松元崇）著）
- 蓋棺論定 高橋是清與其時代（東洋經濟新報社、北脇洋子著）
- 高橋是清－日本凱因斯 他的生涯與思想（東洋經濟新報社、Richard Smethurst著・鎮目雅人、早川大介（日语：早川大介）、大貫摩里譯）

## 關連項目
- 明六社
- 高橋内閣
- 二二六事件